# Lispeszentadorján
Lispeszentadorján (horvátul: Lupša, Vudrijan) község Zala vármegyében, a Letenyei járásban, a Zalai-dombságban, az Egerszeg–Letenyei-dombság területén.

## Fekvése
Lispeszentadorján Dél-Zalában, Nagykanizsától északnyugatra mintegy 30, Lentitől délkeletre 20, Letenyétől pedig 15 kilométerre északra fekszik az Egerszeg–Letenyei-dombság lankáinak ölelésében, a Szentadorjáni-patak forrásánál.
A településen kelet-nyugati irányban a 7537-es út halad végig, de több másik út is érinti a község területét: déli szélén indul délnyugati irányban a 7542-es út, a belterület nyugati szélén pedig a 7541-es út torkollik bele a 7537-es útba. Még egy rövid útszakasz számozódik országos közútként: a Fő út egy része a 75 803-as útszámozást viseli.

## Története
A község 1937-ben jött létre Lispe, Szentadorján és Erdőhát települések egyesítéséből, de mindhárom históriájának kezdete jóval korábbra datálható. Szentadorján egyike hazánk legősibb településeinek. Egyes történészek szerint megalapítói azok a székelyek voltak, akik a nyugati gyepüket védték a külső támadásokkal szemben. 1024-ben Szent István király a falut a zalavári apátságnak adományozta. Szentadorján ugyanis már ebben az időben templomos hely volt; temetőjében ma is láthatók a hajdani klastrom romjai. A kolostor többször gazdát cserélt: építtetői a templárius barátok voltak, a török korban aztán a johannita lovagok birtokolták, ami alátámasztani látszik azt a feltételezést, hogy az épületnek szakrális jellege mellett védelmi funkciói is lehettek. 1503-ban már saját plébánosa volt a községnek. A források 1375-ben említik legkorábban Erdőhát nevét – Ivánkafalvának is nevezték –, mely ekkor a Bánffy és a Lipcsei család tulajdona volt.
Lispe neve az oklevelekben először 1308-ban tűnt fel, mint a Lipcsei család birtoka. A Lipcseieknek nemesi kúriája állt a faluban, de rajtuk kívül voltak még itt földjeik a Bánffyaknak és a Tolmácsiaknak is.
A török hódoltság alatt – valamikor a XVII. század közepén – a Kanizsáról kicsapó, portyázó törökök e vidéket is felprédálták, de csak Erdőhát néptelenedett el teljesen. Ebben az időszakban dőlt romba a szentadorjáni templom is. A XVIII. században az élet kezdett normalizálódni, a népesség gyarapodásnak indult. 1718-ban Lispe a nemes Czigány család birtokába került, leszármazottaik egy része a mai napig a községben él.
A helybéliek földművelésből és állattenyésztésből éltek egészen 1937-ig. Szentadorján és Erdőhát az idők folyamán teljesen összeépült, így 1929-ben közigazgatásilag is egyesítették őket Szentadorján néven. 1937 a falu életében rendkívül fontos esztendő volt: ekkor született meg Lispeszentadorján Lispe és Szentadorján egyesítésével, s ugyanekkor tárták fel Lispe határában Magyarország első kőolajmezőjét. A szénhidrogén-bányászat átalakította az itteni emberek életét, a hajdani nagy szegénység jelentős mértékben enyhült.
Ezekben az években Lispeszentadorjánban plébánia, iskola, posta és körjegyzőség működött, az '50-es években pedig művelődési ház épült és óvoda kezdte meg működését.
1960 után az 1000 lelket számláló község népessége az elvándorlás és az elöregedés következtében folyamatosan és egyre fokozódó mértékben csökkent, 2001-ben az állandó lakosok száma már csak 353 fő volt, 2005-ben pedig 334 fő. A népességcsökkenés következtében a falu több intézményét felszámolták. A körjegyzőség megszűnt és községi közös tanács alakult Bázakerettyén. Az iskola előbb elvesztette a felső tagozatot, majd 2000-ben az alsó tagozatot is felszámolták. A rendszerváltás után azonban új lendületet vett a község fejlődése. Önálló önkormányzat alakult, bár a körjegyzőség központja Bázakerettyén maradt. Öt község összefogásával – köztük Lispeszentadorján részvételével – megépült a Maróci-víztározó. Újraéledt a könyvtár, felújításra került a művelődési ház, létrejött a teleház, kialakításra került Lispén a faluház, s elkezdte működését a falugondnoki szolgálat is. Elkészült a községben a csillagpontos kábeltelevíziós rendszer, s a Lispei-hegyre az aszfaltos hegyi út. 2003-ban megnyitotta kapuit a turistaszálló, 2004-ben a Gondozási Központ kezdte meg működését, 2005-ben pedig új karaktert kapott a művelődési ház és megújult a római katolikus templom tetőszerkezete.
2005. január 1-jén a községben önálló körjegyzőség alakult, mely Lispeszentadorján, Kiscsehi és Maróc községek önkormányzatának hivatalaként működött. A körjegyzőség 2008-ban visszaköltözött Bázakerettyére.

## Közélete

### Polgármesterei
- 1990–1994: Czupi József (nem ismert)[4]
- 1994–1998: Czupi József (független)[5]
- 1998–2002: Czupi József (független)[6]
- 2002–2006: Czupi József (független)[7]
- 2006–2010: Czupi József (független)[8]
- 2010–2014: Cseresnyésné Cser Andrea (független)[9]
- 2015–2019: Árkus Béla (független)[10]
- 2019–2024: Árkus Béla (független)[11]
- 2024– : Kovács Roland (független)[1]

A településen a 2014. október 12-én megtartott önkormányzati választás után, a polgármester-választás tekintetében nem lehetett eredményt hirdetni, az első helyen kialakult szavazategyenlőség miatt. Aznap a szavazásra jogosult lakosok 168 érvényes szavazatot adtak le, melyek közül egyaránt 62-62 szavazat esett a hivatalban lévő polgármesterre és két kihívójának egyikére. Az emiatt szükségessé vált időközi polgármester-választást 2015. február 1-jén tartották meg, ezen már csak a korábbi holtversenyben részes két jelölt indult és végül a kihívó szerezte meg az érvényes szavazatok többségét, illetve ezzel a polgármesteri tisztséget.

## Népesség
A település népességének változása:
| Lakosok száma | 289  | 284  | 283  | 243  | 248  | 233  | 229  |
|               | 2013 | 2014 | 2015 | 2021 | 2022 | 2023 | 2024 |

A 2011-es népszámlálás idején a nemzetiségi megoszlás a következő volt: magyar 85,9%, cigány 12,27%. A lakosok 74,2%-a római katolikusnak, 3,1% reformátusnak, 7,9% felekezeten kívülinek vallotta magát (13,4% nem nyilatkozott).
2020-as adatok szerint 285 bejelentett lakóval rendelkezik. Az külföldiek által megvásárolt ingatlanok tulajdonosai között vannak németek, angolok, svájciak és hollandok is, így Lispeszentadorján már nemzetközi falunak számít.
2022-ben a lakosság 84,3%-a vallotta magát magyarnak, 7,7% cigánynak, 1,6% horvátnak, 0,8% németnek, 0,4-0,4% lengyelnek, ukránnak, ruszinnak és szlováknak, 6% egyéb, nem hazai nemzetiségűnek (13,3% nem nyilatkozott; a kettős identitások miatt a végösszeg nagyobb lehet 100%-nál). Vallásuk szerint 56% volt római katolikus, 3,2% református, 0,4% görög katolikus, 1,2% egyéb keresztény, 0,4% egyéb katolikus, 7,7% felekezeten kívüli (31% nem válaszolt).

## Nevezetességei
- (Neoromán stílusú) római katolikus templom
- Pálos kolostor romjai a temetőben (16. század)
- Pincesor a Szentadorján és Maróc közti gerincen
- A település határában az 1930-as évek végén olajat találtak, ennek helyén emlékmű áll.